# Menachem Masus

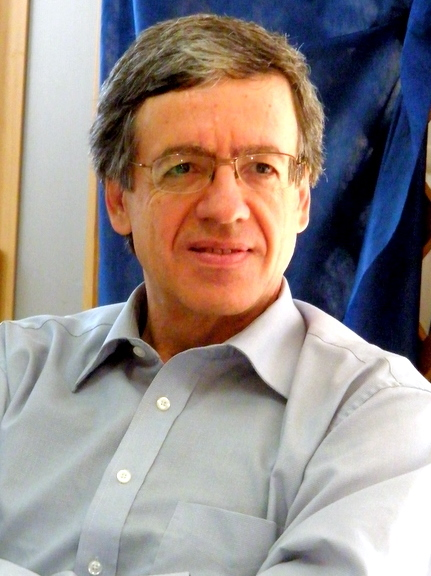
Menachem Masus, 2010

 Menachem Masus (hebräisch מְנַחֵם מָזוּז; * 30. April 1955 in Djerba, Französisch-Nordafrika, heutiges Tunesien; auch bekannt in Israel als Meni Masus) ist ein israelischer Jurist, der in den Jahren 2004 bis 2010 als Generalstaatsanwalt tätig war. Er wohnt in Jerusalem, ist verheiratet und hat zwei Kinder.

## Leben

### Familie
Masus wurde als viertes von neun Kindern eines Rabbiners geboren. Die Alija erfolgte während seiner Kindheit, wobei sich die Familie in Netiwot niederließ.

### Ausbildung
Er leistete seinen Wehrdienst im gepanzerten Korps der IDF. Anschließend studierte er Jura mit Spezialgebiet Öffentliches Recht und Verwaltungsrecht an der Hebräischen Universität Jerusalem und schloss im Jahre 1980 erfolgreich ab.

### Justizministerium und Universität (1980–2005)
Nach seiner Graduierung arbeitete er mehrere Jahre im israelischen Justizministerium, wo er für eine Reihe von Aufgaben zuständig war, unter anderem für die Bearbeitung von Petitionen an das Oberste Gericht. Während dieser Zeit lehrte er Öffentliches Recht und Verwaltungsrecht an der Hebräischen Universität Jerusalem.
Von 1991 bis 1995 diente er als einer der Berater, der die rechtlichen Aspekte der israelischen Verhandlungen mit Jordanien und der Palästinensischen Autonomiebehörde koordinierte. 1995 wurde er zum stellvertretenden Generalstaatsanwalt ernannt. Dieses Amt übte er über 10 Jahre aus.

### Arbeit als Generalstaatsanwalt (ab 2004)
Im Januar 2004 wurde er zum Generalstaatsanwalt ernannt. Im Mai desselben Jahres wurde sein Vorgänger Eljakim Rubinstein für das Oberste Gericht ernannt. Zum Zeitpunkt seiner Ernennung war für ihn eine Karriere im Öffentlichen Dienst mit wenig Kontakt zur Politik oder Strafrecht vorgesehen.

#### Entscheidung zum Spendenskandal von 1999
Seine Ernennung brachte hohe Erwartungen wegen eines Spendenskandals mit sich, in den Ariel Scharon und seine Söhne verwickelt waren. So untersuchte das Büro des Generalstaatsanwaltes in dieser Zeit einen Spendenskandal, bei dem 1999 der Wahlkampf von Ariel Scharon finanziert wurde. Masus wurde vom damaligen israelischen Justizminister Josef Lapid ausgewählt. Seine Auswahl und Bestätigung erfolgten ohne die Beteiligung Scharons oder des Vize-Premiers Ehud Olmert, die sich beide enthalten hatten, um einen Interessenkonflikt zu vermeiden. Nach dem Amtsantritt versicherte Masus, dass er den Fall gegen Scharon konsequent verfolgen würde. Dabei stand er in den Medien in Opposition zu Eljakim Rubinstein, der beschuldigt wurde, sich in der Sache zu langsam zu bewegen. Im Sommer 2005 klagte er Omri Sharon, Ariel Sharons Sohn, wegen Unterschlagung an. Er entschied sich aber dafür, Ariel Sharon selbst und seinen anderen Sohn Gilad nicht anzuklagen.

#### Entscheidungen zum Rückzugs Israels aus dem Gazastreifen (2004)
Masus vertrat eine kompromisslose Haltung den Demonstranten gegenüber, die sich der Räumung Gusch Katifs im Rahmen des Rückzugs Israels aus dem Gazastreifen widersetzten.
Er versicherte, gewalttätige Demonstranten anzuklagen. So hatte am 4. August 2005 Eden Natan-Zada einen Mordanschlag in Schefar’am auf vier arabische Israelis verübt, wobei 24 weitere Personen verletzt wurden. Natan-Zada hatte dabei angegeben, gegen die Vertreibung der Juden protestieren zu wollen.
Masus versicherte zudem, dass er verhafteten Demonstranten keine Generalamnestie geben würde. Eine Demonstration in der Stadt Sderot hatte er verboten. Masus war auch der Kritik von Menschenrechtsgruppen ausgesetzt, weil er der israelischen Polizei erlaubt hatte, gewaltsam gegen Demonstranten der Gusch Emunim bei der Räumung von Amona, Mateh Binjamin (hebräisch עמוֹנָה, מֶטַה בִּנְיָמִין) vorzugehen.

#### Entscheidung zur Partizipation arabischer Staatsbürger (2005)
Masus war harter Kritik ausgesetzt, nachdem er im Januar 2005 entschieden hatte, dass es israelischen Arabern erlaubt ist, Land des jüdischen Nationalfonds zu erwerben. Ihm wurde deswegen auch Unvereinbarkeit mit Israels Ansehen als jüdischem Staat vorgeworfen.

#### Entscheidung zum Umgang mit Charedim (2006)
Zusammen mit der Bildungsministerin Juli Tamir widersetzte er sich dem Gesetzesentwurf des Meschulam Nahari aus dem Jahre 2006, wonach Kommunalbehörden staatlich nicht anerkannte ultraorthodoxe Schulen finanziell unterstützen sollten.